# Ziad Jaziri
Ziad Jaziri (in arabo زياد جزيري‎?; Tunisi, 12 luglio 1978) è un ex calciatore tunisino, di ruolo attaccante.

## Carriera

### Club

#### Étoile du Sahel e Gaziantepspor
Nato a Tunisi, Jaziri inizia a giocare tra i professionisti con l'Étoile du Sahel di Susa tra il 1999 e il 2003, riuscendo a vincere la Coppa CAF nel 1999. Nel luglio 2003 viene ingaggiato dai turchi del Gaziantepspor dove rimane fino al 2005.

#### Troyes
Nell'agosto 2005 si trasferisce in Francia, al Troyes, neopromosso in Ligue 1. A fine stagione la squadra raggiunge la salvezza, mentre al termine della Ligue 1 2006-2007 Jaziri e compagni non possono evitare la retrocessione in Ligue 2. L'attaccante lascia Troyes dopo due anni con 6 reti in 44 partite di campionato.

#### Al-Kuwait
Nel 2007, a seguito della retrocessione del Troyes, si trasferisce in Kuwait, all'Al-Kuwait, dove disputa la sua ultima stagione in carriera.

### Nazionale
Nel dicembre 1999 Franco Scoglio lo fa esordire con la maglia della Tunisia in una partita contro il Ghana. Convocato per la Coppa d'Africa 2000, dove la Tunisia giunge quarta, l'attaccante sbaglia uno dei rigori della serie nella finale per il terzo posto contro il Sudafrica. Due anni dopo è tra i convocati per i Mondiali 2002, terminati già alla fase a gironi.
Nel 2004 Jaziri è uno dei protagonisti della vittoria delle Aquile di Cartagine nella Coppa d'Africa 2004, marcando infatti sia la rete alla prima giornata contro il Ruanda che il gol decisivo della vittoria per 2-1 contro il Marocco in finale. L'attaccante fa poi parte alle spedizioni tunisine nella Coppa delle Confederazioni 2005 in Germania e nella Coppa d'Africa 2006, dove i nordafricani si fermano rispettivamente alla fase a gruppi e ai quarti di finale.
Nel 2006 viene convocato per i Mondiali in Germania dove il 14 giugno a Monaco di Baviera segna una rete nel pareggio per 2-2 contro l'Arabia Saudita, nella prima partita della fase a gironi. Dopo la sconfitta per 1-3 contro la Spagna, le Aquile di Cartagine vengono estromesse dal torneo dall'Ucraina al terzo incontro della fase a gruppi, perdendo 0-1. In tale partita Jaziri viene pure espulso per doppia ammonizione verso la fine del primo tempo. Continua a rappresentare la selezione tunisina fino al 2008, collezionando 14 reti in 64 presenze.

## Vicende extracalcistiche
Il 13 luglio 2011 viene arrestato dalla polizia tunisina per un suo presunto coinvolgimento in un caso di traffico di droga, insieme ai suoi ex compagni di nazionale Hatem Trabelsi e Oussama Sellami. Il 19 luglio, dopo sei giorni di detenzione da parte della polizia, il giudice istruttore ha emesso un'ordinanza di rinvio a giudizio nei suoi confronti e ha rilasciato gli altri due giocatori i cui test erano risultati negativi. Il 1º febbraio 2012 Jaziri è stato condannato a un anno di reclusione e a una multa di 1.000 dinari; i giocatori della Nazionale avevano indossato delle magliette con la scritta "Solidarietà per Ziad Jaziri" pochi giorni prima della sentenza, al termine di una partita della Coppa d'Africa 2012.
Il 12 luglio 2012 è stato rilasciato dopo aver scontato la sua pena.

## Palmarès

### Club

#### Competizioni internazionali
- Coppa CAF: 1

Étoile du Sahel: 1999

### Nazionale
- Coppa d'Africa: 1

Tunisia 2004